# Pycnolejeunea macroloba
Pycnolejeunea macroloba là một loài Rêu trong họ Lejeuneaceae. Loài này được (Nees & Mont.) Schiffner miêu tả khoa học đầu tiên năm 1893.